# Steam (chanson de Peter Gabriel)
Pour les articles homonymes, voir Steam (homonymie).
Singles de Peter Gabriel
Digging in the Dirt
(1992) Blood of Eden
(1993)
Clip vidéo
(en) [vidéo] « "Steam" », sur YouTube
Steam est une chanson de Peter Gabriel sortie en 1992 sur l'album Us et l'année suivant en single. Elle a atteint la 32e place du Billboard Hot 100 et a été n°1 dans le classement Top Tracks.

## Composition
Steam est une chanson de funk rock qui atteint un tempo de 112 bpm. La version originale de la chanson, baptisée Quiet Steam, apparaît sur la face B de Digging in the Dirt.

## Paroles
« C'est une sorte de relation où la femme est très intelligente, raffinée et cultivée et connaît tout sur tout, tandis que l'homme ne connaît rien du tout, mis à part sa femme, qui elle ne se connaît pas vraiment. »

## Clip
Le clip de Steam est réalisé par Stephen R. Johnson, qui a aussi réalisé celui de Sledgehammer.

## Fiche technique
Cette fiche technique est adaptée du livret de Us.

### Musiciens
- Peter Gabriel : chant, claviers, percussions
- The Babacar Faye Drummers : sabar
- Tim Green : saxophone ténor
- Reggie Houston : saxophone baryton
- Manu Katché : batterie électronique
- Tony Levin : basse
- Leon Nocentelli : guitare
- Renard Poche : trombone
- David Rhodes : guitares et solo de guitare

### Arrangement et production
- Peter Gabriel et Daniel Lanois : arrangements des cuivres et production
- David Bottrill et Richard Blair : programmation

## Classements
| Classement (1992-1993)                 | Meilleure position |
| -------------------------------------- | ------------------ |
| Allemagne (GfK Entertainment)          | 48                 |
| Australie (ARIA)                       | 29                 |
| Belgique (Flandre Ultratop 50 Singles) | 25                 |
| Canada (Adult Contemporary Tracks)     | 31                 |
| Canada (Top Singles)                   | 1                  |
| États-Unis (Album Rock Tracks)         | 2                  |
| États-Unis (Billboard Hot 100)         | 32                 |
| États-Unis (Cash Box)                  | 32                 |
| États-Unis (Modern Rock Tracks)        | 1                  |
| États-Unis (Top 40 Mainstream)         | 13                 |
| Irlande (IRMA)                         | 7                  |
| Nouvelle-Zélande (RMNZ)                | 7                  |
| Pays-Bas (Nederlandse Top 40)          | 16                 |
| Pays-Bas (Single Top 100)              | 27                 |
| Royaume-Uni (UK Singles Chart)         | 10                 |
| Suède (Sverigetopplistan)              | 28                 |

| Classement (1993)               | Position |
| ------------------------------- | -------- |
| Canada (Top Singles)            | 21       |
| États-Unis (Album Rock Tracks)  | 25       |
| États-Unis (Modern Rock Tracks) | 23       |